# Bitwa pod Brodami
Bitwa pod Brodami – walki oddziałów 18 Dywizji Piechoty z jednostkami 1 Armii Konnej Siemiona Budionnego w okresie wojny polsko-bolszewickiej.

## Stany osobowe 18 Dywizji Piechoty
Po przegranej bitwie pod Iwaszczukami, dywizja porządkowała swoje oddziały w Radziwiłłowie. Do niewoli dostali się: dowódca XXXV BP płk Jan Szyszkowski, dowódca 18 pap ppłk Aleksander Strzemiński, dowódca 42 pp mjr Karol Zagórski, cały sztab XXXV BP. oraz szereg oficerów 42 pp i 144 pp. 18 Dywizja była chwilowo niezdolna do poważniejszych walki.
Stany bojowe piechoty dywizyjnej wynosiły:
- 42 pułk piechoty – 2 bataliony: 10 oficerów, 260 „bagnetów” i jeden batalion detaszowany w Tarnopolu
- 49 pułk piechoty – 3 bataliony: 7 oficerów, 500 „bagnetów”
- 144 pułk piechoty – 2 bataliony: 5 oficerów, 360 „bagnetów” i jeden batalion detaszowany przy X Brygadzie Piechoty
- 145 pułk piechoty – 12 oficerów., 350 „bagnetów”, a jeden batalion rozwiązany.
- 9 pułk strzelców granicznych – 120 „bagnetów”

Razem: 34 oficerów, 1590 „bagnetów”.

## Walki dywizji
Radziwiłłów nie był przygotowany pod względem fortyfikacyjnym do obrony. Dlatego też  dowódca 18 Dywizji Piechoty gen. Franciszek Krajowski postanowił zapewnić wypoczynek swoich wojsk na przygotowanych pozycjach obronnych w Brodach.
24 lipca  oddziały dywizji  ruszyły w kierunku na Brody. W mieście miał oczekiwać pociąg amunicyjny i wsparcie dwóch pociągów pancernych: „Chrobry” i „Pionier”.
Marsz odbywał się nocą. Droga była dobra i szeroka, tabory i artyleria posuwały się w dwóch kolumnach obok siebie, a straże boczne szły po obu stronach głównej kolumny. Przemarsz dywizji osłaniał 49 pułk piechoty. 
Czołowe oddziały sowieckiej 11 Dywizji Kawalerii zdołały jednak wyprzedzić polską dywizję, obsadziły las na południowy wschód od miasta i rano 25 lipca ostrzelały idący w awangardzie 49 pp.
Batalion 49 pułk piechoty uderzył z marszu na przeciwnika, rozbił jego oddziały osłonowe i zagroził odpoczywającemu w Jazłowczyku sowieckiemu 19 pułkowi kawalerii. Zdecydowanym uderzeniem rozbił go, zdobył jego sztandar i cztery cekaemy. Własne straty wynosiły 8 zabitych i 27 rannych.
Około 10.30 siły główne dywizji wkroczyły do Brodów i zajęły stanowiska obronne wokół miasta tworząc tzw. jeża. Tabor odesłany został do Podhorców.
Ciekawą charakterystykę miasta z tamtego  okresu przedstawia Izaak Babel: „Miasto w ruinie, zupełnie. Niezwykle ciekawe miasto. Polska kultura. Stara, zamożna, osobliwa żydowska osada. Te okropne bazary, karzełki w kapotach, kapoty i pejsy, zgrzybiali starcy. Ulica Szkolna, 9 synagog, wszystkie półrozwalone, oglądam nową synagogę [...]. Wspaniała synagoga, co za szczęście, że mamy przynajmniej trochę starych kamieni. To miasto europejskie, to Galicja, trzeba opisać. Okopy, rozbebeszone fabryki. Bristol, kelnerki, zachodnioeuropejska kultura, człowiek się na to zachłannie rzuca. Te mizerne lustra, ci bladzi austriaccy Żydzi-gospodarze. I te opowieści – tu były dolary, pomarańcze, sukna”.
Sowieci postanowili odbić miasto. Około 13.00 od północy i północnego wschodu uderzyli spieszeni kozacy, wspierani ogniem artylerii. Artyleria polska odpowiadała niezmiernie rzadko. Powodem był brak amunicji. Od południa, na broniony przez 49 pp, dworzec kolejowy atakowały bez powodzenia oddziały 11 Dywizji Kawalerii. Na północno-zachodnim skraju miasta 4 Dywizja Kawalerii wyparła ze stanowisk oddział żandarmerii, ale ogień na wprost 8/18 pułku artylerii polowej powstrzymał bolszewickie natarcie.  Dowódca plutonu artylerii chorąży Jakub Zielonka powstrzymał cofający się pododdział żandarmów, objął nad nim dowództwo i zorganizował obronę. Żandarmi wrócili na wcześniej utracone pozycje.
18 Dywizja Piechoty walczyła w Brodach w odosobnieniu. Zapowiedziany pociąg amunicyjny nie przybył, zapasy amunicji były na wyczerpaniu, a polskie pociągi pancerne przeciwnik skutecznie blokował.
W tej sytuacji, około 19.00, dowódca dywizji postanowił wyjść z okrążenia, przebijać się na południe do rejonu Oleska i kontynuować odwrót na Krasne – Busk. O 19:15 radiostacja dywizji nadała do dowództwa 4 Armii depeszę: „Nieprzyjaciel okrążył Brody ze wszystkich stron prawdopodobnie dwoma dywizjami jazdy i atakuje od godziny 13 bezustannie. 18 Dywizja Piechoty, przebije się dnia 25 lipca o godz. 22 do rejonu Olesko – Podhorce – Bobułycha”.
Nim do tego doszło, termin rozpoczęcia akcji wyjścia z okrążenia przesunięto szczęśliwie o godzinę, a około 22.00 bolszewicy uderzyli na Brody. Przez pół godziny spieszona kawaleria bezskutecznie szturmowała pozycje 18 DP. 
W walkach wyróżnił się kpr. Józef Wojtasik, który zauważywszy, że 5 kompania 49 pp, „zachwiała się”, własnym przykładem poderwał ją do kontrataku i zmusił wroga do odwrotu. III/49 pp, zgrupowany na skraju miasta i przygotowany do otwarcia drogi XXXVI BP, poniósł dotkliwe straty. Zginął podchorąży Henryk Kolonista, a ranni zostali ppor. Wiktorowski i trzej nowo przybyli do pułku oficerowie.
Po odparciu nocnego natarcia kozaków, gen. Krajowski powrócił do realizacji swojego planu. 49 pp, wspierany ogniem 2 baterii 18 pap opanował most na szosie do Złoczowa i tym samym otworzył drogę wyjścia dla całej XXXVI Brygady Piechoty. Duże straty w szeregach Polaków spowodował nieprzyjacielski karabin maszynowy na taczance zabijając 8 szeregowych, raniąc 3 oficerów, w tym adiutanta brygady, por. Koperskiego i 40 szeregowych. W tym czasie XXXV BP przełamała obronę oddziałów 11 Dywizji Kawalerii na drodze do Hołoskowic i wyszła z okrążenia. 
Rano 26 lipca dywizja zatrzymała się na odpoczynek w rejonie Podhorce – Olesko. W tym czasie przeciwnik nie orientował się w położeniu 18 DP i po przygotowaniu artyleryjskim przypuścił atak na puste Brody. Dopiero około 7.00 jazda Budionnego rozpoczęła pościg za 18 DP. Kolejna próba osaczenia dywizji gen. Krajowskiego przez 1 Armię Konną zakończyła się niepowodzeniem.
Dowództwo 6 Armii wydało rozkaz cofnięcia frontu całej armii do rzeki Seret i zagięcia lewego skrzydła 13 Dywizji Piechoty i X Brygady Piechoty, wzdłuż rzeki Graberki. 18 Dywizja Piechoty mogła na nowej pozycji nawiązać łączność z Grupą generała Pawła Szymańskiego w Żarkowie.

## Upamiętnienie
- Na lewym ramieniu krzyża kawalerskiego sztandaru 1 pułku artylerii ciężkiej znajduje się wyhaftowana nazwa i data bitwy „Brody 25-26 VII 1920”[14].